# Liste der Naturdenkmale in Weischlitz
Die Liste der Naturdenkmale in Weischlitz nennt die Naturdenkmale in Weischlitz im sächsischen Vogtlandkreis.

## Definition
„Naturdenkmäler sind rechtsverbindlich festgesetzte Einzelschöpfungen der Natur oder entsprechende Flächen bis zu fünf Hektar, deren besonderer Schutz erforderlich ist
1. aus wissenschaftlichen, naturgeschichtlichen oder landeskundlichen Gründen oder
2. wegen ihrer Seltenheit, Eigenart oder Schönheit.“

„§ 18 – Naturdenkmäler – (zu § 28 BNatSchG)
(1) Die Erklärung nach § 22 Abs. 1 BNatSchG von Teilen von Natur und Landschaft als Naturdenkmal erfolgt durch Rechtsverordnung oder Einzelanordnung.
(2) Über § 28 Abs. 1 BNatSchG hinaus können Naturdenkmäler zur Sicherung von Lebensgemeinschaften oder Lebensstätten von im Bestand gefährdeten oder streng geschützten Arten festgesetzt werden.“

## Liste
Diese Auflistung unterscheidet zwischen Flächennaturdenkmalen (FND) mit einer Fläche bis zu 5 ha (bei Verordnung nach DDR-Recht auch mehr) und Einzel-Naturdenkmalen (ND).
Link zu einem Kartenansichtstool, um Koordinaten zu setzen.
| Bild                          | Bezeichnung                                       | Lage                                                     | Beschreibung | Datum | Nummer |
| ----------------------------- | ------------------------------------------------- | -------------------------------------------------------- | --- | ----- | ------ |
| mehr Fotos \| Fotos hochladen | Artesische Thermalquelle Neumühle Geilsdorf       | Geilsdorf (50° 25′ 16,7″ N, 12° 2′ 58,3″ O)              | 1962 bei einer geologischen Erkundungsbohrung unbeabsichtigt entstandene artesische Thermalquelle. Das konstant 25 °C warme Wasser mit leicht bitterlichem Geschmack stammt aus 771 m Tiefe. Die Einfassung wurde 1967 errichtet. | 1962  |        |
| Fotos hochladen               | Eichen an der Schafbrücke                         | Geilsdorf (50° 25′ 1,5″ N, 12° 1′ 33,5″ O)               | | 1945  |        |
| BW                            | Grenzheide                                        | Heinersgrün (50° 23′ 27,6″ N, 11° 58′ 41,7″ O)           | FND. | 1995  |        |
| Fotos hochladen               | Kapellenhügel Heinersgrün                         | Heinersgrün (50° 23′ 18,3″ N, 12° 0′ 0,2″ O)             | FND. | 2001  |        |
| BW                            | Goldbachtal                                       | Kloschwitz (50° 29′ 18,3″ N, 12° 1′ 8,6″ O)              | FND. | 1992  |        |
| BW                            | Goldbachtal                                       | Kloschwitz, Rodersdorf (50° 28′ 26,2″ N, 12° 2′ 26,7″ O) | FND. | 1992  |        |
| BW                            | Steinbruchloch Kloschwitz                         | Kloschwitz (50° 28′ 45,8″ N, 12° 1′ 45,7″ O)             | FND. | 2001  |        |
| BW                            | Tal des Kröstaubaches                             | Kröstau (50° 28′ 6,3″ N, 12° 3′ 51,8″ O)                 | FND. Ein kleines Teilgebiet des FND liegt in Straßberg. | 1992  |        |
| BW                            | 4 geologische Aufschlüsse am Koßberg Kürbitz      | Kürbitz (50° 27′ 42,9″ N, 12° 5′ 3,6″ O)                 | | 1968  |        |
| Fotos hochladen               | Eichenreihe Kürbitz (zwischen Haltepunkt und Ort) | Kürbitz (50° 27′ 45″ N, 12° 4′ 17,8″ O)                  | | 1938  |        |
| BW                            | Traubeneiche Kürbitz                              | Kürbitz (50° 27′ 54″ N, 12° 4′ 50,9″ O)                  | | 1939  |        |
| BW                            | Zottner Steilhang                                 | Kürbitz (50° 28′ 11″ N, 12° 4′ 48,6″ O)                  | | 1992  |        |
| BW                            | Eichenreihe beiderseits LIO 93 Mißlareuth         | Mißlareuth (50° 27′ 7,4″ N, 11° 55′ 19,5″ O)             | | 1983  |        |
| BW                            | Hirtenpöhl                                        | Oberweischlitz (50° 26′ 15,1″ N, 12° 3′ 30,8″ O)         | FND. | 1992  |        |
| BW                            | Sommerlinde am Kröbischpöhl                       | Oberweischlitz (50° 26′ 23,7″ N, 12° 4′ 0,9″ O)          | | 1954  |        |
| BW                            | Teichbachtal                                      | Oberweischlitz (50° 26′ 44,8″ N, 12° 4′ 13,4″ O)         | FND. | 1992  |        |
| BW                            | Traubeneiche Weischlitz                           | Oberweischlitz (50° 26′ 35,1″ N, 12° 3′ 38,4″ O)         | | 1956  |        |
| BW                            | Der Triebelbach und seine Mühlgräben              | Pirk (50° 25′ 17,2″ N, 12° 4′ 37,9″ O)                   | FND. | 1938  |        |
| BW                            | Eiche & Linde Türbel Pirk                         | Pirk (50° 25′ 34,8″ N, 12° 4′ 40,3″ O)                   | | 1954  |        |
| BW                            | Burgbachtal                                       | Reuth (50° 28′ 2,2″ N, 11° 57′ 57,4″ O)                  | FND. | 1992  |        |
| Fotos hochladen               | Linde Reuth                                       | Reuth (50° 28′ 19,7″ N, 11° 57′ 59,7″ O)                 | | 1956  |        |
| BW                            | Sommerlinde Reuth                                 | Reuth (50° 28′ 12,2″ N, 11° 57′ 35,4″ O)                 | | 1956  |        |
| BW                            | Deichselbachtal                                   | Unterweischlitz (50° 26′ 56,3″ N, 12° 2′ 43,5″ O)        | FND. | 1992  |        |